# Красный коралл
Красный коралл, или благородный коралл (лат. Corallium rubrum) — вид коралловых полипов из отряда роговых кораллов (Gorgonacea). Сидячее колониальное животное отряда горгонарий класса коралловых полипов. Осевой скелет колонии образуется в результате слияния известковых спикул, окрашенных органическим пигментом в красный или розовый, изредка — голубой и чёрный цвета.
Обитает на глубине 10—200 метров в Средиземном море (у берегов Италии, Алжира, Туниса, Марокко), Красном море, у берегов Японии, Малайзии, Австралии, в районе Гавайских островов. Образует разветвлённые колонии, прочно прикрепляющиеся к скалистому грунту. Полипы белые, снабжены венчиком из 8 перистых щупалец. Красные кораллы имеют форму маленьких безлистных кустарников и могут вырастать до метра в высоту.
Красные кораллы используются для изготовления украшений и в этом качестве ценятся более других видов кораллов. Красные кораллы ценились ещё с античных времён.

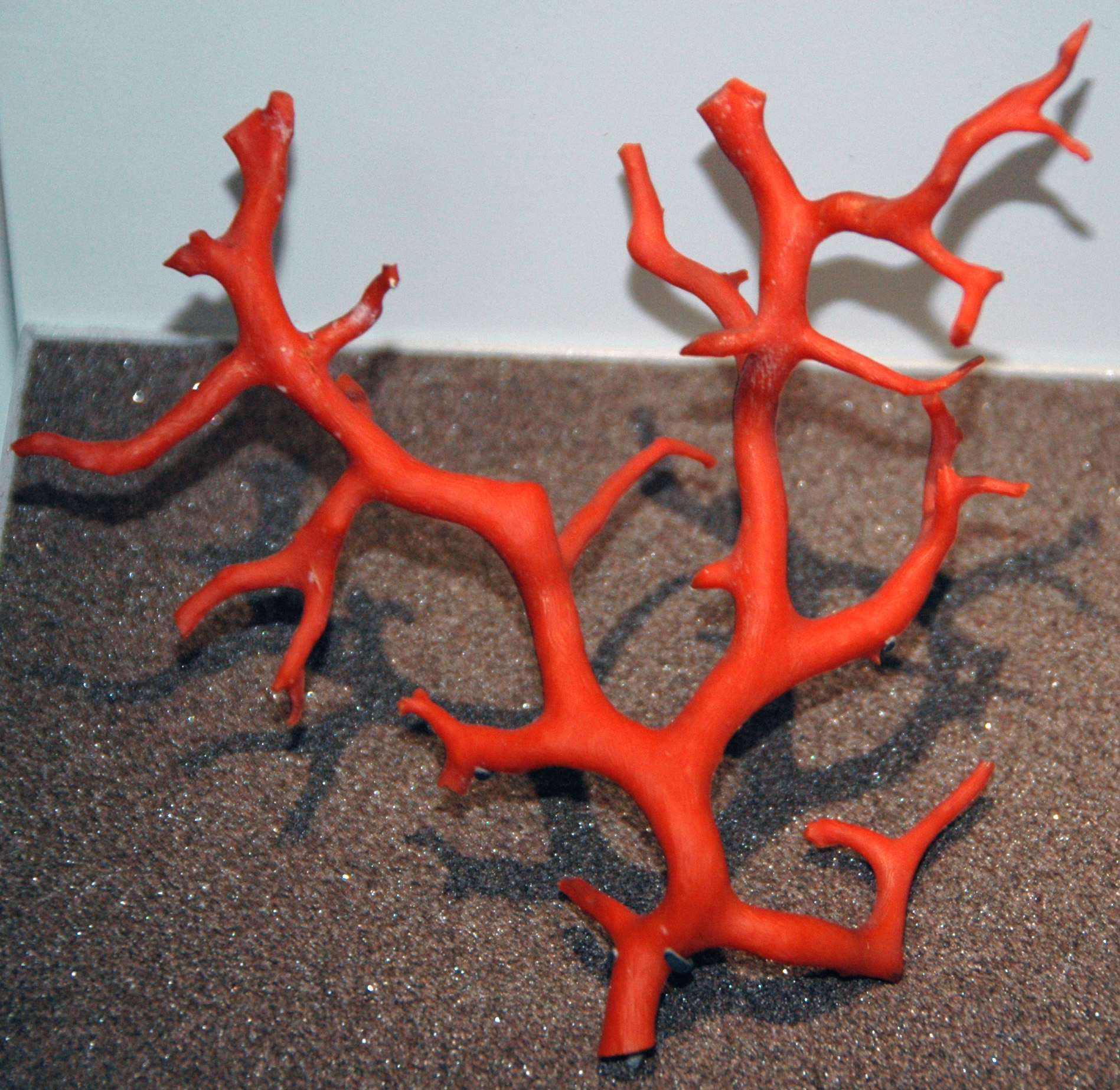
Ветвь скелета красного коралла